# Élections départementales de 2021 dans les Pyrénées-Orientales
Les élections départementales dans les Pyrénées-Orientales ont lieu les 20 et 27 juin 2021.

## Contexte départemental
Le département est dirigé depuis plus de 23 ans par une coalition de gauche. La majorité PS-PCF-divers gauche se consolide d'un seul siège, lors des élections départementales de 2015. La présidente sortante, Hermeline Malherbe, brigue un nouveau mandat en se présentant dans le canton des Aspres, le binôme sortant composé de René Olive et Édith Pugnet ne se représentant pas. La mandature 2015-2021 est marquée par une succession de résultats difficiles pour les différents mouvements traditionnels, entre la perte de trois des sièges de députés lors des législatives de 2017 pour le PS au profit de LREM, la deuxième circonscription perdue par LR, raflée par le RN, puis du bilan mitigé des municipales de 2020, avec la première ville du département, Perpignan, qui, malgré un front républicain, est gagnée par le Rassemblement national, première ville de plus de 100 000 habitants aux mains du RN. Après de tels résultats, les résultats sur les six cantons de Perpignan, devraient façonner les rapports de force de l'assemblée départementale pour les six ans.

### Assemblée départementale sortante
Avant les élections, le conseil départemental des Pyrénées-Orientales est présidé par Hermeline Malherbe (PS).
Il comprend 34 conseillers départementaux issus des 17 cantons des Pyrénées-Orientales.
| Président du conseil départemental   |       |       |      |                                                 |
| Hermeline Malherbe (PS)              |       |       |      |                                                 |
| Parti                                | Sigle | Sigle | Élus | Groupes                                         |
| Majorité (21 sièges)                 |       |       |      |                                                 |
| Parti socialiste                     |       | PS    | 13   | Socialiste et apparentés                        |
| Divers gauche                        |       | DVG   | 2    | Socialiste et apparentés                        |
| Parti radical de gauche              |       | PRG   | 1    | Socialiste et apparentés                        |
| Parti communiste français            |       | PCF   | 5    | Communistes-Front de gauche                     |
| Opposition (13 sièges)               |       |       |      |                                                 |
| Les Républicains                     |       | LR    | 7    | Union républicaine de la droite et du centre 66 |
| Union des démocrates et indépendants |       | UDI   | 2    | Union républicaine de la droite et du centre 66 |
| Divers droite                        |       | DVD   | 1    | Union républicaine de la droite et du centre 66 |
| Agir                                 |       | Agir  | 1    | Union républicaine de la droite et du centre 66 |
| La République en marche              |       | LREM  | 2    | Non-inscrits                                    |

## Système électoral
Les élections ont lieu au scrutin majoritaire binominal à deux tours. Le système est paritaire : les candidatures sont présentées sous la forme d'un binôme composé d'une femme et d'un homme avec leurs suppléants (une femme et un homme également).
Pour être élu au premier tour, un binôme doit obtenir la majorité absolue des suffrages exprimés et un nombre de suffrages au moins égal à 25 % des électeurs inscrits. Si aucun binôme n'est élu au premier tour, seuls peuvent se présenter au second tour les binômes qui ont obtenu un nombre de suffrages au moins égal à 12,5 % des électeurs inscrits, sans possibilité pour les binômes de fusionner. Est élu au second tour le binôme qui obtient le plus grand nombre de voix.

## Résultats à l'échelle du département

### Résultats par nuances
| Binômes                  | Binômes                             | Binômes                  | Premier tour | Premier tour | Premier tour | Second tour | Second tour | Second tour | Total | +/-           |  |
| Binômes                  | Binômes                             | Binômes                  | Voix         | %            | Sièges       | Voix        | %           | Sièges      | Total | +/-           |  |
| ------------------------ | ----------------------------------- | ------------------------ | ------------ | ------------ | ------------ | ----------- | ----------- | ----------- | ----- | ------------- |  |
|                          | Rassemblement national              | RN                       | 34 956       | 29,14        | 0            | 42 063      | 33,73       | 0           | 0     | en stagnation |  |
|                          | Union à gauche                      | UG                       | 17 761       | 14,81        | 0            | 20 282      | 16,26       | 8           | 8     | 2             |  |
|                          | Union à droite                      | UD                       | 9 670        | 8,06         | 0            | 15 621      | 12,53       | 6           | 6     | en stagnation |  |
|                          | Parti socialiste                    | SOC                      | 9 373        | 7,81         | 0            | 11 798      | 9,46        | 6           | 6     | 6             |  |
|                          | Union à gauche avec des écologistes | UGE                      | 6 531        | 5,44         | 0            | 4 785       | 3,84        | 2           | 2     | Nv.           |  |
|                          | Divers                              | DIV                      | 6 200        | 5,17         | 0            | 5 675       | 4,55        | 2           | 2     | en stagnation |  |
|                          | Régionaliste                        | REG                      | 6 014        | 5,01         | 0            |             |             |             | 0     | Nv.           |  |
|                          | Union au centre et à droite         | UCD                      | 5 221        | 4,35         | 0            | 6 138       | 4,92        | 4           | 4     | Nv.           |  |
|                          | Les Républicains                    | LR                       | 4 904        | 4,09         | 0            | 6 194       | 4,97        | 2           | 2     | 4             |  |
|                          | Divers droite                       | DVD                      | 4 804        | 4,00         | 0            |             |             |             | 0     | en stagnation |  |
|                          | Divers centre                       | DVC                      | 3 838        | 3,02         | 0            | 5 470       | 4,39        | 2           | 2     | Nv.           |  |
|                          | Écologiste                          | ECO                      | 2 901        | 2,42         | 0            |             |             |             | 0     | en stagnation |  |
|                          | Union au centre                     | UC                       | 2 493        | 2,08         | 0            | 3 834       | 3,07        | 0           | 0     | Nv.           |  |
|                          | La France insoumise                 | FI                       | 2 028        | 1,69         | 0            |             |             |             | 0     | en stagnation |  |
|                          | Parti communiste français           | COM                      | 1 563        | 1,30         | 0            | 2 844       | 2,28        | 2           | 2     | en stagnation |  |
|                          | Divers gauche                       | DVG                      | 983          | 0,82         | 0            |             |             |             | 0     | Nv.           |  |
|                          | Mouvement démocrate                 | MDM                      | 307          | 0,26         | 0            | 0           | Nv.         |             |       |               |  |
|                          | Droite souverainiste                | DSV                      | 299          | 0,25         | 0            | 0           | Nv.         |             |       |               |  |
|                          | Extrême gauche                      | EXG                      | 111          | 0,09         | 0            | 0           | Nv.         |             |       |               |  |
|                          |                                     |                          |              |              |              |             |             |             |       |               |  |
| Suffrages exprimés       | Suffrages exprimés                  | Suffrages exprimés       | 119 957      | 95,33        |              | 124 704     | 92,55       |             |       |               |  |
| Votes blancs             | Votes blancs                        | Votes blancs             | 3 468        | 2,76         | 6 043        | 4,48        |             |             |       |               |  |
| Votes nuls               | Votes nuls                          | Votes nuls               | 2 411        | 1,92         | 3 996        | 2,97        |             |             |       |               |  |
| Total                    | Total                               | Total                    | 125 836      | 100          | 0            | 134 743     | 100         | 34          | 34    | en stagnation |  |
| Abstentions              | Abstentions                         | Abstentions              | 228 375      | 64,47        |              | 219 496     | 61,96       |             |       |               |  |
| Inscrits / participation | Inscrits / participation            | Inscrits / participation | 354 211      | 35,53        | 354 239      | 38,04       |             |             |       |               |  |

### Assemblée départementale élue
| Président du conseil départemental   |       |       |      |                                                 |
| Hermeline Malherbe (PS)              |       |       |      |                                                 |
| Parti                                | Sigle | Sigle | Élus | Groupes                                         |
| Majorité (20 sièges)                 |       |       |      |                                                 |
| Parti socialiste                     |       | PS    | 10   | Socialiste, Écologiste et Républicain           |
| Divers gauche                        |       | DVG   | 3    | Socialiste, Écologiste et Républicain           |
| Parti radical de gauche              |       | PRG   | 1    | Socialiste, Écologiste et Républicain           |
| Sans étiquette                       |       | SE    | 1    | Socialiste, Écologiste et Républicain           |
| Parti communiste français            |       | PCF   | 4    | Communistes et apparentés                       |
| Divers gauche                        |       | DVG   | 1    | Communistes et apparentés                       |
| Opposition (14 sièges)               |       |       |      |                                                 |
| Les Républicains                     |       | LR    | 5    | Droite-Centre-Indépendants                      |
| Union des démocrates et indépendants |       | UDI   | 1    | Droite-Centre-Indépendants                      |
| Divers droite                        |       | DVD   | 2    | Les Indépendants-Unis pour agir en Pays catalan |
| Union des démocrates et indépendants |       | UDI   | 1    | Les Indépendants-Unis pour agir en Pays catalan |
| Divers centre                        |       | DVC   | 1    | Les Indépendants-Unis pour agir en Pays catalan |
| Les Républicains                     |       | LR    | 1    | Les Indépendants-Unis pour agir en Pays catalan |
| Mouvement radical                    |       | MR    | 1    | Les Indépendants-Unis pour agir en Pays catalan |
| La République en marche              |       | LREM  | 2    | Non-inscrits                                    |

### Élus par canton
| Canton                 | Conseiller Sortant          | Parti | Parti | Conseiller élu              | Parti | Parti |
| ---------------------- | --------------------------- | ----- | ----- | --------------------------- | ----- | ----- |
| Les Aspres             | René Olive                  |       | PS    | Hermeline Malherbe          |       | PS    |
| Les Aspres             | Édith Pugnet                |       | PCF   | Thierry Voisin              |       | PS    |
| Le Canigou             | Ségolène Neuville           |       | PS    | Marie-Edith Peral           |       | DVG   |
| Le Canigou             | Alexandre Reynal            |       | PS    | Alexandre Reynal            |       | PS    |
| La Côte sableuse       | Armande Barrère             |       | LR    | Armande Barrère             |       | LR    |
| La Côte sableuse       | Thierry Del Poso            |       | LR    | Thierry Del Poso            |       | LR    |
| La Côte salanquaise    | Madeleine Garcia-Vidal      |       | DVG   | Madeleine Garcia-Vidal      |       | DVG   |
| La Côte salanquaise    | René Martinez               |       | DVG   | Marc Petit                  |       | SE    |
| La Côte Vermeille      | Michel Moly                 |       | PS    | Grégory Marty               |       | DVD   |
| La Côte Vermeille      | Marina Parra-Joly           |       | PS    | Julie Sanz                  |       | DVD   |
| Perpignan-1            | Annabelle Brunet            |       | UDI   | Annabelle Brunet            |       | UDI   |
| Perpignan-1            | Richard Puly-Belli          |       | LR    | Benoit Castanedo            |       | DVC   |
| Perpignan-2            | Joëlle Anglade              |       | LREM  | Laurence Ausina             |       | LR    |
| Perpignan-2            | Jean Sol                    |       | LR    | Jean Sol                    |       | LR    |
| Perpignan-3            | Françoise Fiter             |       | PCF   | Françoise Fiter             |       | PCF   |
| Perpignan-3            | Rémi Lacapère               |       | PCF   | Rémi Lacapère               |       | PCF   |
| Perpignan-4            | Isabelle de Noëll-Marchesan |       | LREM  | Isabelle de Noëll-Marchesan |       | LREM  |
| Perpignan-4            | Romain Grau                 |       | LREM  | Romain Grau                 |       | LREM  |
| Perpignan-5            | Toussainte Calabrèse        |       | PS    | Mathias Blanc               |       | PS    |
| Perpignan-5            | Jean-Louis Chambon          |       | DVG   | Françoise Chatard           |       | DVG   |
| Perpignan-6            | Hermeline Malherbe          |       | PS    | Toussainte Calabrèse        |       | PS    |
| Perpignan-6            | Jean Roque                  |       | PS    | Jean Roque                  |       | PS    |
| La Plaine d'Illibéris  | Nicolas Garcia              |       | PCF   | Nicolas Garcia              |       | PCF   |
| La Plaine d'Illibéris  | Marie-Pierre Sadourny       |       | PS    | Marie-Pierre Sadourny       |       | PS    |
| Les Pyrénées catalanes | Pierre Bataille             |       | Agir  | Michel Garcia               |       | PS    |
| Les Pyrénées catalanes | Hélène Josende              |       | LR    | Aude Vivès                  |       | DVG   |
| Le Ribéral             | Nathalie Piqué              |       | UDI   | Nathalie Piqué              |       | UDI   |
| Le Ribéral             | Robert Vila                 |       | LR    | Robert Vila                 |       | LR    |
| La Vallée de l'Agly    | Lola Beuze                  |       | PCF   | Lola Beuze                  |       | PCF   |
| La Vallée de l'Agly    | Charles Chivilo             |       | PRG   | Charles Chivilo             |       | PRG   |
| La Vallée de la Têt    | Damienne Beffara            |       | PS    | Jacques Garsau              |       | MR    |
| La Vallée de la Têt    | Robert Olive                |       | PS    | Armelle Revel-Fourcade      |       | LR    |
| Vallespir-Albères      | Robert Garrabé              |       | PS    | Robert Garrabé              |       | PS    |
| Vallespir-Albères      | Martine Rolland             |       | PS    | Martine Rolland             |       | PS    |

## Résultats par canton
Les binômes sont présentés par ordre décroissant des résultats au premier tour. En cas de victoire au second tour du binôme arrivé en deuxième place au premier, ses résultats sont indiqués en gras.

### Canton des Aspres
| Candidats                | Candidats                | Partis                   | Nuance                   | Premier tour | Premier tour | Second tour | Second tour |
| Candidats                | Candidats                | Partis                   | Nuance                   | Voix         | %            | Voix        | %           |
| ------------------------ | ------------------------ | ------------------------ | ------------------------ | ------------ | ------------ | ----------- | ----------- |
|                          | Hermeline Malherbe       | PS                       | UGE                      | 3 088        | 37,70        | 4 785       | 55,83       |
|                          | Thierry Voisin           | PS                       | UGE                      | 3 088        | 37,70        | 4 785       | 55,83       |
|                          | Sophie Delort            | RN                       | RN                       | 2 538        | 30,99        | 3 785       | 44,17       |
|                          | Georges Puig             | RN                       | RN                       | 2 538        | 30,99        | 3 785       | 44,17       |
|                          | Delphine Danat           | LR                       | UCD                      | 944          | 11,52        |             |             |
|                          | Olivier Parra            | LR                       | UCD                      | 944          | 11,52        |             |             |
|                          | Franck Huette            | EÉLV                     | UGE                      | 835          | 10,19        |             |             |
|                          | Francine Millet          | LFI                      | UGE                      | 835          | 10,19        |             |             |
|                          | Céline Davesa            | OPCat                    | REG                      | 579          | 7,07         |             |             |
|                          | Jordi Vera               | OPCat                    | REG                      | 579          | 7,07         |             |             |
|                          | France Monneret          | SE                       | DIV                      | 207          | 2,53         |             |             |
|                          | Florian Soro             | SE                       | DIV                      | 207          | 2,53         |             |             |
|                          |                          |                          |                          |              |              |             |             |
| Suffrages exprimés       | Suffrages exprimés       | Suffrages exprimés       | Suffrages exprimés       | 8 191        | 94,77        | 8 570       | 92,80       |
| Votes blancs             | Votes blancs             | Votes blancs             | Votes blancs             | 274          | 3,17         | 374         | 4,05        |
| Votes nuls               | Votes nuls               | Votes nuls               | Votes nuls               | 178          | 2,06         | 291         | 3,15        |
| Total                    | Total                    | Total                    | Total                    | 8 643        | 100          | 9 235       | 100         |
| Abstention               | Abstention               | Abstention               | Abstention               | 16 407       | 65,50        | 15 817      | 63,14       |
| Inscrits / participation | Inscrits / participation | Inscrits / participation | Inscrits / participation | 25 050       | 34,50        | 25 052      | 36,86       |

### Canton du Canigou
| Candidats                | Candidats                         | Partis                   | Nuance                   | Premier tour | Premier tour | Second tour | Second tour |
| Candidats                | Candidats                         | Partis                   | Nuance                   | Voix         | %            | Voix        | %           |
| ------------------------ | --------------------------------- | ------------------------ | ------------------------ | ------------ | ------------ | ----------- | ----------- |
|                          | Marie-Edith Peral                 | DVG                      | SOC                      | 2 111        | 32,21        | 3 325       | 50,27       |
|                          | Alexandre Reynal                  | PS                       | SOC                      | 2 111        | 32,21        | 3 325       | 50,27       |
|                          | Fabienne Bardon                   | LR                       | DVC                      | 1 892        | 28,87        | 3 289       | 49,73       |
|                          | Claude Ferrer (ca)                | DVC                      | DVC                      | 1 892        | 28,87        | 3 289       | 49,73       |
|                          | François Sarlandie de La Robertie | RN                       | RN                       | 1 303        | 19,87        |             |             |
|                          | Nathalie Vang                     | RN                       | RN                       | 1 303        | 19,87        |             |             |
|                          | Yves Benassis                     | EÉLV                     | ECO                      | 918          | 14,01        |             |             |
|                          | Gina Caliciuri                    | ÉCO                      | ECO                      | 918          | 14,01        |             |             |
|                          | Alexandre Pano                    | OPCat                    | REG                      | 330          | 5,04         |             |             |
|                          | Françoise Tibau                   | OPCat                    | REG                      | 330          | 5,04         |             |             |
|                          |                                   |                          |                          |              |              |             |             |
| Suffrages exprimés       | Suffrages exprimés                | Suffrages exprimés       | Suffrages exprimés       | 6 553        | 95,04        | 6 614       | 91,73       |
| Votes blancs             | Votes blancs                      | Votes blancs             | Votes blancs             | 202          | 2,93         | 365         | 5,06        |
| Votes nuls               | Votes nuls                        | Votes nuls               | Votes nuls               | 140          | 2,03         | 231         | 3,20        |
| Total                    | Total                             | Total                    | Total                    | 6 895        | 100          | 7 210       | 100         |
| Abstention               | Abstention                        | Abstention               | Abstention               | 9 876        | 58,89        | 9 562       | 57,01       |
| Inscrits / participation | Inscrits / participation          | Inscrits / participation | Inscrits / participation | 16 771       | 41,11        | 16 772      | 42,99       |

### Canton de la Côte Sableuse
| Candidats                | Candidats                | Partis                   | Nuance                   | Premier tour | Premier tour | Second tour | Second tour |
| Candidats                | Candidats                | Partis                   | Nuance                   | Voix         | %            | Voix        | %           |
| ------------------------ | ------------------------ | ------------------------ | ------------------------ | ------------ | ------------ | ----------- | ----------- |
|                          | Armande Barrère          | LR                       | LR                       | 4 333        | 44,28        | 6 194       | 60,91       |
|                          | Thierry Del Poso         | LR                       | LR                       | 4 333        | 44,28        | 6 194       | 60,91       |
|                          | Geoffrey Cosson          | RN                       | RN                       | 3 328        | 34,01        | 3 975       | 39,09       |
|                          | Laura Le Du              | RN                       | RN                       | 3 328        | 34,01        | 3 975       | 39,09       |
|                          | Nadine Pons              | PCF                      | UG                       | 1 263        | 12,91        |             |             |
|                          | Antoine Ponsi            | PS                       | UG                       | 1 263        | 12,91        |             |             |
|                          | Véronique Bréant         | OPCat                    | REG                      | 467          | 4,77         |             |             |
|                          | Pierre Rossignol         | OPCat                    | REG                      | 467          | 4,77         |             |             |
|                          | Françoise Bosman         | LFI                      | UG                       | 394          | 4,03         |             |             |
|                          | Jacques Simon            | DVG                      | UG                       | 394          | 4,03         |             |             |
|                          |                          |                          |                          |              |              |             |             |
| Suffrages exprimés       | Suffrages exprimés       | Suffrages exprimés       | Suffrages exprimés       | 9 785        | 96,44        | 10 169      | 92,95       |
| Votes blancs             | Votes blancs             | Votes blancs             | Votes blancs             | 222          | 2,19         | 467         | 4,27        |
| Votes nuls               | Votes nuls               | Votes nuls               | Votes nuls               | 139          | 1,37         | 304         | 2,78        |
| Total                    | Total                    | Total                    | Total                    | 10 146       | 100          | 10 940      | 100         |
| Abstention               | Abstention               | Abstention               | Abstention               | 18 255       | 64,28        | 17 461      | 61,48       |
| Inscrits / participation | Inscrits / participation | Inscrits / participation | Inscrits / participation | 28 401       | 35,72        | 28 401      | 38,52       |

### Canton de la Côte Salanquaise
| Candidats                | Candidats                | Partis                   | Nuance                   | Premier tour | Premier tour | Second tour | Second tour |
| Candidats                | Candidats                | Partis                   | Nuance                   | Voix         | %            | Voix        | %           |
| ------------------------ | ------------------------ | ------------------------ | ------------------------ | ------------ | ------------ | ----------- | ----------- |
|                          | Madeleine Garcia-Vidal   | DVG                      | DIV                      | 3 554        | 35,04        | 5 675       | 55,11       |
|                          | Marc Petit               | SE                       | DIV                      | 3 554        | 35,04        | 5 675       | 55,11       |
|                          | Jean-François Lopez      | RN                       | RN                       | 2 884        | 28,43        | 4 623       | 44,89       |
|                          | Christelle Martinez      | RN                       | RN                       | 2 884        | 28,43        | 4 623       | 44,89       |
|                          | Nathalie Denis           | LR                       | DVD                      | 2 540        | 25,04        |             |             |
|                          | Alain Ferrand            | LR                       | DVD                      | 2 540        | 25,04        |             |             |
|                          | Nathalie Jurado          | EÉLV                     | ECO                      | 740          | 7,29         |             |             |
|                          | Nicolas Rose             | EÉLV                     | ECO                      | 740          | 7,29         |             |             |
|                          | Mélanie Cail             | OPCat                    | REG                      | 426          | 4,20         |             |             |
|                          | Jean-Luc Cerda           | OPCat                    | REG                      | 426          | 4,20         |             |             |
|                          |                          |                          |                          |              |              |             |             |
| Suffrages exprimés       | Suffrages exprimés       | Suffrages exprimés       | Suffrages exprimés       | 10 144       | 95,63        | 10 298      | 94,36       |
| Votes blancs             | Votes blancs             | Votes blancs             | Votes blancs             | 266          | 2,51         | 374         | 3,43        |
| Votes nuls               | Votes nuls               | Votes nuls               | Votes nuls               | 198          | 1,87         | 241         | 2,21        |
| Total                    | Total                    | Total                    | Total                    | 10 608       | 100          | 10 913      | 100         |
| Abstention               | Abstention               | Abstention               | Abstention               | 19 623       | 64,91        | 19 322      | 63,91       |
| Inscrits / participation | Inscrits / participation | Inscrits / participation | Inscrits / participation | 30 231       | 35,09        | 30 235      | 36,09       |

### Canton de la Côte Vermeille
| Candidats                | Candidats                          | Partis                   | Nuance                   | Premier tour | Premier tour | Second tour | Second tour |
| Candidats                | Candidats                          | Partis                   | Nuance                   | Voix         | %            | Voix        | %           |
| ------------------------ | ---------------------------------- | ------------------------ | ------------------------ | ------------ | ------------ | ----------- | ----------- |
|                          | Grégory Marty                      | DVD                      | UD                       | 4 247        | 43,23        | 6 991       | 71,56       |
|                          | Julie Sanz                         | DVD                      | UD                       | 4 247        | 43,23        | 6 991       | 71,56       |
|                          | Marie-Claire Deixonne Cesari       | RN                       | RN                       | 2 072        | 21,09        | 2 779       | 28,44       |
|                          | Eric Paget-Blanc                   | RN                       | RN                       | 2 072        | 21,09        | 2 779       | 28,44       |
|                          | Marie-Christine Bodinier-Colomines | PS                       | UG                       | 2 058        | 20,95        |             |             |
|                          | Guy Llobet                         | DVG                      | UG                       | 2 058        | 20,95        |             |             |
|                          | Emmanuelle Fratani                 | LFI                      | FI                       | 801          | 8,15         |             |             |
|                          | Dominique Guérin                   | LFI                      | FI                       | 801          | 8,15         |             |             |
|                          | Sébastien Goncalves                | OPCat                    | REG                      | 373          | 3,80         |             |             |
|                          | Sandrine Solé                      | OPCat                    | REG                      | 373          | 3,80         |             |             |
|                          | Laëtitia Martinez                  | MoDem                    | MDM                      | 222          | 2,26         |             |             |
|                          | Guy Torreilles                     | MoDem                    | MDM                      | 222          | 2,26         |             |             |
|                          | Fiby Bouchet                       | LP                       | DIV                      | 52           | 0,53         |             |             |
|                          | Johnny Charamon                    | LP                       | DIV                      | 52           | 0,53         |             |             |
|                          |                                    |                          |                          |              |              |             |             |
| Suffrages exprimés       | Suffrages exprimés                 | Suffrages exprimés       | Suffrages exprimés       | 9 825        | 95,63        | 9 770       | 91,49       |
| Votes blancs             | Votes blancs                       | Votes blancs             | Votes blancs             | 270          | 2,63         | 557         | 5,22        |
| Votes nuls               | Votes nuls                         | Votes nuls               | Votes nuls               | 179          | 1,74         | 352         | 3,30        |
| Total                    | Total                              | Total                    | Total                    | 10 274       | 100          | 10 679      | 100         |
| Abstention               | Abstention                         | Abstention               | Abstention               | 14 886       | 59,17        | 14 483      | 57,56       |
| Inscrits / participation | Inscrits / participation           | Inscrits / participation | Inscrits / participation | 25 160       | 40,83        | 25 162      | 42,44       |

### Canton de Perpignan-1
| Candidats                | Candidats                | Partis                   | Nuance                   | Premier tour | Premier tour | Second tour | Second tour |
| Candidats                | Candidats                | Partis                   | Nuance                   | Voix         | %            | Voix        | %           |
| ------------------------ | ------------------------ | ------------------------ | ------------------------ | ------------ | ------------ | ----------- | ----------- |
|                          | Nicolas Sanchez          | RN                       | RN                       | 1 608        | 43,23        | 2 159       | 49,75       |
|                          | Sandrine Serre           | RN                       | RN                       | 1 608        | 43,23        | 2 159       | 49,75       |
|                          | Annabelle Brunet         | UDI                      | DVC                      | 817          | 21,96        | 2 181       | 50,25       |
|                          | Benoit Castanedo         | DVC                      | DVC                      | 817          | 21,96        | 2 181       | 50,25       |
|                          | Carlos Grezes            | PS                       | UG                       | 627          | 16,85        |             |             |
|                          | Karine Tartas            | PCF                      | UG                       | 627          | 16,85        |             |             |
|                          | Marc Panis               | EÉLV                     | UGE                      | 434          | 11,67        |             |             |
|                          | Lydia Rabehi             | ÉCO                      | UGE                      | 434          | 11,67        |             |             |
|                          | Marie-Claude Auvergne    | OPCat                    | REG                      | 234          | 6,29         |             |             |
|                          | Michel Roca              | OPCat                    | REG                      | 234          | 6,29         |             |             |
|                          |                          |                          |                          |              |              |             |             |
| Suffrages exprimés       | Suffrages exprimés       | Suffrages exprimés       | Suffrages exprimés       | 3 720        | 93,35        | 4 340       | 92,83       |
| Votes blancs             | Votes blancs             | Votes blancs             | Votes blancs             | 103          | 2,58         | 177         | 3,79        |
| Votes nuls               | Votes nuls               | Votes nuls               | Votes nuls               | 162          | 4,07         | 158         | 3,38        |
| Total                    | Total                    | Total                    | Total                    | 3 985        | 100          | 4 675       | 100         |
| Abstention               | Abstention               | Abstention               | Abstention               | 11 107       | 73,60        | 10 420      | 69,03       |
| Inscrits / participation | Inscrits / participation | Inscrits / participation | Inscrits / participation | 15 092       | 26,40        | 15 095      | 30,97       |

### Canton de Perpignan-2
| Candidats                | Candidats                | Partis                   | Nuance                   | Premier tour | Premier tour | Second tour | Second tour |
| Candidats                | Candidats                | Partis                   | Nuance                   | Voix         | %            | Voix        | %           |
| ------------------------ | ------------------------ | ------------------------ | ------------------------ | ------------ | ------------ | ----------- | ----------- |
|                          | Laurence Ausina          | LR                       | UD                       | 2 843        | 36,47        | 4 695       | 57,57       |
|                          | Jean Sol                 | LR                       | UD                       | 2 843        | 36,47        | 4 695       | 57,57       |
|                          | Alain Cavalière          | RN                       | RN                       | 2 743        | 35,18        | 3 460       | 42,43       |
|                          | Katia Lucas Geoffroy     | RN                       | RN                       | 2 743        | 35,18        | 3 460       | 42,43       |
|                          | Jean-René Casals         | PS                       | SOC                      | 1 523        | 19,54        |             |             |
|                          | Marie El Jai             | PS                       | SOC                      | 1 523        | 19,54        |             |             |
|                          | Nathalie Barès           | OPCat                    | REG                      | 388          | 4,98         |             |             |
|                          | Régis Cayro              | OPCat                    | REG                      | 388          | 4,98         |             |             |
|                          | Clothide Font            | DLF                      | DSV                      | 299          | 3,84         |             |             |
|                          | Philippe Symphorien      | DLF                      | DSV                      | 299          | 3,84         |             |             |
|                          |                          |                          |                          |              |              |             |             |
| Suffrages exprimés       | Suffrages exprimés       | Suffrages exprimés       | Suffrages exprimés       | 7 796        | 95,79        | 8 155       | 90,99       |
| Votes blancs             | Votes blancs             | Votes blancs             | Votes blancs             | 197          | 2,42         | 506         | 5,65        |
| Votes nuls               | Votes nuls               | Votes nuls               | Votes nuls               | 146          | 1,79         | 302         | 3,37        |
| Total                    | Total                    | Total                    | Total                    | 8 139        | 100          | 8 963       | 100         |
| Abstention               | Abstention               | Abstention               | Abstention               | 14 965       | 64,77        | 14 143      | 61,21       |
| Inscrits / participation | Inscrits / participation | Inscrits / participation | Inscrits / participation | 23 104       | 35,23        | 23 106      | 38,79       |

### Canton de Perpignan-3
| Candidats                | Candidats                | Partis                   | Nuance                   | Premier tour | Premier tour | Second tour | Second tour |
| Candidats                | Candidats                | Partis                   | Nuance                   | Voix         | %            | Voix        | %           |
| ------------------------ | ------------------------ | ------------------------ | ------------------------ | ------------ | ------------ | ----------- | ----------- |
|                          | Olivier Guillaumon-Homs  | RN                       | RN                       | 1 605        | 34,34        | 2 298       | 44,69       |
|                          | Bénédicte Pons           | RN                       | RN                       | 1 605        | 34,34        | 2 298       | 44,69       |
|                          | Françoise Fiter          | PCF                      | COM                      | 1 563        | 33,44        | 2 844       | 55,31       |
|                          | Rémi Lacapère            | PCF                      | COM                      | 1 563        | 33,44        | 2 844       | 55,31       |
|                          | Pierre-Olivier Barbé     | LR                       | LR                       | 571          | 12,22        |             |             |
|                          | Laurence Martin          | LR                       | LR                       | 571          | 12,22        |             |             |
|                          | Philippe Brigandet       | G.s                      | UG                       | 534          | 11,42        |             |             |
|                          | Sacha Grgurevich         | LFI                      | UG                       | 534          | 11,42        |             |             |
|                          | Monique Ferré            | OPCat                    | REG                      | 206          | 4,41         |             |             |
|                          | Julien Marzo             | OPCat                    | REG                      | 206          | 4,41         |             |             |
|                          | Laurence Agnies          | SE                       | DIV                      | 110          | 2,35         |             |             |
|                          | Christian Bonnet         | SE                       | DIV                      | 110          | 2,35         |             |             |
|                          | Philippe Bertolin        | MoDem                    | MDM                      | 85           | 1,82         |             |             |
|                          | Caroline Langlais        | MoDem                    | MDM                      | 85           | 1,82         |             |             |
|                          |                          |                          |                          |              |              |             |             |
| Suffrages exprimés       | Suffrages exprimés       | Suffrages exprimés       | Suffrages exprimés       | 4 674        | 95,66        | 5 154       | 93,44       |
| Votes blancs             | Votes blancs             | Votes blancs             | Votes blancs             | 147          | 3,01         | 195         | 3,54        |
| Votes nuls               | Votes nuls               | Votes nuls               | Votes nuls               | 65           | 1,33         | 167         | 3,03        |
| Total                    | Total                    | Total                    | Total                    | 4 886        | 100          | 5 516       | 100         |
| Abstention               | Abstention               | Abstention               | Abstention               | 11 456       | 70,10        | 10 827      | 66,25       |
| Inscrits / participation | Inscrits / participation | Inscrits / participation | Inscrits / participation | 16 342       | 29,90        | 16 343      | 33,75       |

### Canton de Perpignan-4
| Candidats                | Candidats                   | Partis                   | Nuance                   | Premier tour | Premier tour | Second tour | Second tour |
| Candidats                | Candidats                   | Partis                   | Nuance                   | Voix         | %            | Voix        | %           |
| ------------------------ | --------------------------- | ------------------------ | ------------------------ | ------------ | ------------ | ----------- | ----------- |
|                          | Jacques Bartoli             | RN                       | RN                       | 1 454        | 40,36        | 1 818       | 47,04       |
|                          | Huguette Dies               | RN                       | RN                       | 1 454        | 40,36        | 1 818       | 47,04       |
|                          | Isabelle de Noëll-Marchesan | LREM                     | UCD                      | 1 021        | 28,34        | 2 047       | 52,96       |
|                          | Romain Grau                 | LREM                     | UCD                      | 1 021        | 28,34        | 2 047       | 52,96       |
|                          | Jean-Baptiste Llati         | EÉLV                     | DVG                      | 839          | 23,29        |             |             |
|                          | Aline Piteux                | ÉCO                      | DVG                      | 839          | 23,29        |             |             |
|                          | Joaquin Fernandez           | OPCat                    | REG                      | 178          | 4,94         |             |             |
|                          | Nadège Ferri                | OPCat                    | REG                      | 178          | 4,94         |             |             |
|                          | Fabienne Fourcade           | POID                     | EXG                      | 111          | 3,08         |             |             |
|                          | Michel Quevreux             | POID                     | EXG                      | 111          | 3,08         |             |             |
|                          |                             |                          |                          |              |              |             |             |
| Suffrages exprimés       | Suffrages exprimés          | Suffrages exprimés       | Suffrages exprimés       | 3 603        | 95,34        | 3 865       | 91,33       |
| Votes blancs             | Votes blancs                | Votes blancs             | Votes blancs             | 92           | 2,43         | 228         | 5,39        |
| Votes nuls               | Votes nuls                  | Votes nuls               | Votes nuls               | 84           | 2,22         | 139         | 3,28        |
| Total                    | Total                       | Total                    | Total                    | 3 779        | 100          | 4 232       | 100         |
| Abstention               | Abstention                  | Abstention               | Abstention               | 9 051        | 70,55        | 8 598       | 67,01       |
| Inscrits / participation | Inscrits / participation    | Inscrits / participation | Inscrits / participation | 12 830       | 29,45        | 12 830      | 32,99       |

### Canton de Perpignan-5
| Candidats                | Candidats                  | Partis                   | Nuance                   | Premier tour | Premier tour | Second tour | Second tour |
| Candidats                | Candidats                  | Partis                   | Nuance                   | Voix         | %            | Voix        | %           |
| ------------------------ | -------------------------- | ------------------------ | ------------------------ | ------------ | ------------ | ----------- | ----------- |
|                          | Jean-Marie Dionet          | RN                       | RN                       | 1 592        | 36,11        | 2 312       | 48,98       |
|                          | Carla Muti                 | RN                       | RN                       | 1 592        | 36,11        | 2 312       | 48,98       |
|                          | Mathias Blanc              | PS                       | UG                       | 1 053        | 23,88        | 2 408       | 51,02       |
|                          | Françoise Chatard          | DVG                      | UG                       | 1 053        | 23,88        | 2 408       | 51,02       |
|                          | Jean-Louis Chambon         | DVD                      | UCD                      | 1 052        | 23,86        |             |             |
|                          | Christine Gavalda-Moulenat | LR                       | UCD                      | 1 052        | 23,86        |             |             |
|                          | Francis Daspe              | LFI                      | FI                       | 280          | 6,35         |             |             |
|                          | Carole Gohier              | LFI                      | FI                       | 280          | 6,35         |             |             |
|                          | Mercedes Garcia            | OPCat                    | REG                      | 203          | 4,60         |             |             |
|                          | Christian Xucla            | OPCat                    | REG                      | 203          | 4,60         |             |             |
|                          | Jean-Marc Palma            | DVD                      | DVD                      | 136          | 3,08         |             |             |
|                          | Christelle Poloni          | CNIP                     | DVD                      | 136          | 3,08         |             |             |
|                          | Michel-Bernard Dupuy       | MoDem                    | UC                       | 93           | 2,11         |             |             |
|                          | Fabienne Meyer             | MoDem                    | UC                       | 93           | 2,11         |             |             |
|                          |                            |                          |                          |              |              |             |             |
| Suffrages exprimés       | Suffrages exprimés         | Suffrages exprimés       | Suffrages exprimés       | 4 409        | 94,01        | 4 720       | 92,79       |
| Votes blancs             | Votes blancs               | Votes blancs             | Votes blancs             | 171          | 3,65         | 241         | 4,74        |
| Votes nuls               | Votes nuls                 | Votes nuls               | Votes nuls               | 110          | 2,35         | 126         | 2,48        |
| Total                    | Total                      | Total                    | Total                    | 4 690        | 100          | 5 087       | 100         |
| Abstention               | Abstention                 | Abstention               | Abstention               | 10 650       | 69,43        | 10 258      | 66,85       |
| Inscrits / participation | Inscrits / participation   | Inscrits / participation | Inscrits / participation | 15 340       | 30,57        | 15 345      | 33,15       |

### Canton de Perpignan-6
| Candidats                | Candidats                | Partis                   | Nuance                   | Premier tour | Premier tour | Second tour | Second tour |
| Candidats                | Candidats                | Partis                   | Nuance                   | Voix         | %            | Voix        | %           |
| ------------------------ | ------------------------ | ------------------------ | ------------------------ | ------------ | ------------ | ----------- | ----------- |
|                          | Marion Beaufort          | RN                       | RN                       | 1 493        | 30,16        | 2 296       | 45,03       |
|                          | Quentin Moulard          | RN                       | RN                       | 1 493        | 30,16        | 2 296       | 45,03       |
|                          | Toussainte Calabrèse     | PS                       | SOC                      | 1 457        | 29,43        | 2 803       | 54,97       |
|                          | Jean Roque               | PS                       | SOC                      | 1 457        | 29,43        | 2 803       | 54,97       |
|                          | Chantal Gombert          | LR                       | DVC                      | 1 129        | 22,80        |             |             |
|                          | Laurent Lopez            | DVC                      | DVC                      | 1 129        | 22,80        |             |             |
|                          | Michel Gaillard          | EÉLV                     | ECO                      | 553          | 11,17        |             |             |
|                          | Laurette Naranjo         | EÉLV                     | ECO                      | 553          | 11,17        |             |             |
|                          | Vincent Bondu            | OPCat                    | REG                      | 175          | 3,53         |             |             |
|                          | Joanna Riera             | OPCat                    | REG                      | 175          | 3,53         |             |             |
|                          | Didier Lachevre          | DVG                      | DVG                      | 144          | 2,91         |             |             |
|                          | Anasthasie Louise        | DVG                      | DVG                      | 144          | 2,91         |             |             |
|                          |                          |                          |                          |              |              |             |             |
| Suffrages exprimés       | Suffrages exprimés       | Suffrages exprimés       | Suffrages exprimés       | 4 951        | 96,23        | 5 099       | 93,27       |
| Votes blancs             | Votes blancs             | Votes blancs             | Votes blancs             | 127          | 2,47         | 226         | 4,13        |
| Votes nuls               | Votes nuls               | Votes nuls               | Votes nuls               | 67           | 1,30         | 142         | 2,60        |
| Total                    | Total                    | Total                    | Total                    | 5 145        | 100          | 5 467       | 100         |
| Abstention               | Abstention               | Abstention               | Abstention               | 10 018       | 66,07        | 9 700       | 63,95       |
| Inscrits / participation | Inscrits / participation | Inscrits / participation | Inscrits / participation | 15 163       | 33,93        | 15 167      | 36,05       |

### Canton de la Plaine d'Illibéris
| Candidats                | Candidats                     | Partis                   | Nuance                   | Premier tour | Premier tour | Second tour | Second tour |
| Candidats                | Candidats                     | Partis                   | Nuance                   | Voix         | %            | Voix        | %           |
| ------------------------ | ----------------------------- | ------------------------ | ------------------------ | ------------ | ------------ | ----------- | ----------- |
|                          | Nicolas Garcia                | PCF                      | UG                       | 3 712        | 42,55        | 5 237       | 58,31       |
|                          | Marie-Pierre Sadourny         | PS                       | UG                       | 3 712        | 42,55        | 5 237       | 58,31       |
|                          | Marie-Thèrèse Costa-Fesenbeck | RN                       | RN                       | 2 352        | 26,96        | 3 745       | 41,69       |
|                          | Stéphane Lecalme              | RN                       | RN                       | 2 352        | 26,96        | 3 745       | 41,69       |
|                          | Létitia Armangau              | LR                       | DVD                      | 1 952        | 22,38        |             |             |
|                          | François Bonneau              | LR                       | DVD                      | 1 952        | 22,38        |             |             |
|                          | Amélie Cervello               | OPCat                    | REG                      | 401          | 4,60         |             |             |
|                          | Ausiàs Vera-Grau              | OPCat                    | REG                      | 401          | 4,60         |             |             |
|                          | Suzanne Fabresse              | DVD                      | DVD                      | 176          | 2,02         |             |             |
|                          | Bernard Rous                  | DVD                      | DVD                      | 176          | 2,02         |             |             |
|                          | Vincent Aboulin               | SE                       | DIV                      | 131          | 1,50         |             |             |
|                          | Anne Estirac                  | SE                       | DIV                      | 131          | 1,50         |             |             |
|                          |                               |                          |                          |              |              |             |             |
| Suffrages exprimés       | Suffrages exprimés            | Suffrages exprimés       | Suffrages exprimés       | 8 724        | 94,96        | 8 982       | 92,88       |
| Votes blancs             | Votes blancs                  | Votes blancs             | Votes blancs             | 281          | 3,06         | 421         | 4,35        |
| Votes nuls               | Votes nuls                    | Votes nuls               | Votes nuls               | 182          | 1,98         | 268         | 2,77        |
| Total                    | Total                         | Total                    | Total                    | 9 187        | 100          | 9 671       | 100         |
| Abstention               | Abstention                    | Abstention               | Abstention               | 15 290       | 62,47        | 14 821      | 60,51       |
| Inscrits / participation | Inscrits / participation      | Inscrits / participation | Inscrits / participation | 24 477       | 37,53        | 24 492      | 39,49       |

### Canton des Pyrénées catalanes
| Candidats                | Candidats                | Partis                   | Nuance                   | Premier tour | Premier tour | Second tour | Second tour |
| Candidats                | Candidats                | Partis                   | Nuance                   | Voix         | %            | Voix        | %           |
| ------------------------ | ------------------------ | ------------------------ | ------------------------ | ------------ | ------------ | ----------- | ----------- |
|                          | Michel Garcia            | PS                       | UG                       | 2 613        | 31,62        | 4 714       | 55,15       |
|                          | Aude Vivès               | DVG                      | UG                       | 2 613        | 31,62        | 4 714       | 55,15       |
|                          | Joseph Montessino        | UDI                      | UC                       | 2 400        | 29,04        | 3 834       | 44,85       |
|                          | Joëlle Urrutia Calvet    | LR                       | UC                       | 2 400        | 29,04        | 3 834       | 44,85       |
|                          | Elisabeth Sicre Miffre   | RN                       | RN                       | 1 676        | 20,28        |             |             |
|                          | Alexandre Souaillat      | RN                       | RN                       | 1 676        | 20,28        |             |             |
|                          | Sophie Andrieu           | ÉCO                      | UGE                      | 1 245        | 15,07        |             |             |
|                          | Thierry Descamps         | EÉLV                     | UGE                      | 1 245        | 15,07        |             |             |
|                          | Hugo Aguado              | OPCat                    | REG                      | 330          | 3,99         |             |             |
|                          | Lucile Grau              | OPCat                    | REG                      | 330          | 3,99         |             |             |
|                          |                          |                          |                          |              |              |             |             |
| Suffrages exprimés       | Suffrages exprimés       | Suffrages exprimés       | Suffrages exprimés       | 8 264        | 95,24        | 8 548       | 91,36       |
| Votes blancs             | Votes blancs             | Votes blancs             | Votes blancs             | 265          | 3,05         | 515         | 5,50        |
| Votes nuls               | Votes nuls               | Votes nuls               | Votes nuls               | 148          | 1,71         | 293         | 3,13        |
| Total                    | Total                    | Total                    | Total                    | 8 677        | 100          | 9 356       | 100         |
| Abstention               | Abstention               | Abstention               | Abstention               | 12 438       | 58,91        | 11 758      | 55,69       |
| Inscrits / participation | Inscrits / participation | Inscrits / participation | Inscrits / participation | 21 115       | 41,09        | 21 114      | 44,31       |

### Canton du Ribéral
| Candidats                | Candidats                | Partis                   | Nuance                   | Premier tour | Premier tour | Second tour | Second tour |
| Candidats                | Candidats                | Partis                   | Nuance                   | Voix         | %            | Voix        | %           |
| ------------------------ | ------------------------ | ------------------------ | ------------------------ | ------------ | ------------ | ----------- | ----------- |
|                          | Nathalie Piqué           | UDI                      | UD                       | 2 580        | 42,27        | 3 935       | 64,03       |
|                          | Robert Vila              | LR                       | UD                       | 2 580        | 42,27        | 3 935       | 64,03       |
|                          | Catherine Minghetti      | RN                       | RN                       | 1 708        | 27,99        | 2 211       | 35,97       |
|                          | Julien Potel             | RN                       | RN                       | 1 708        | 27,99        | 2 211       | 35,97       |
|                          | Priscilla Beauclair      | PCF                      | SOC                      | 782          | 12,81        |             |             |
|                          | Florent Marsal           | PS                       | SOC                      | 782          | 12,81        |             |             |
|                          | Céline Commes            | ÉCO                      | ECO                      | 690          | 11,31        |             |             |
|                          | Jordi Mas                | EÉLV                     | ECO                      | 690          | 11,31        |             |             |
|                          | Émilie Benzaken          | OPCat                    | REG                      | 343          | 5,62         |             |             |
|                          | Joan Nou                 | OPCat                    | REG                      | 343          | 5,62         |             |             |
|                          |                          |                          |                          |              |              |             |             |
| Suffrages exprimés       | Suffrages exprimés       | Suffrages exprimés       | Suffrages exprimés       | 6 103        | 95,18        | 6 146       | 90,48       |
| Votes blancs             | Votes blancs             | Votes blancs             | Votes blancs             | 156          | 2,43         | 380         | 5,59        |
| Votes nuls               | Votes nuls               | Votes nuls               | Votes nuls               | 153          | 2,39         | 267         | 3,93        |
| Total                    | Total                    | Total                    | Total                    | 6 412        | 100          | 6 793       | 100         |
| Abstention               | Abstention               | Abstention               | Abstention               | 12 239       | 65,52        | 11 855      | 63,57       |
| Inscrits / participation | Inscrits / participation | Inscrits / participation | Inscrits / participation | 18 651       | 34,38        | 18 648      | 36,43       |

### Canton de la Vallée de l'Agly
| Candidats                | Candidats                | Partis                   | Nuance                   | Premier tour | Premier tour | Second tour | Second tour |
| Candidats                | Candidats                | Partis                   | Nuance                   | Voix         | %            | Voix        | %           |
| ------------------------ | ------------------------ | ------------------------ | ------------------------ | ------------ | ------------ | ----------- | ----------- |
|                          | Lola Beuze               | PCF                      | UG                       | 2 768        | 37,65        | 4 409       | 56,18       |
|                          | Charles Chivilo          | PRG                      | UG                       | 2 768        | 37,65        | 4 409       | 56,18       |
|                          | Agnès Bachelet           | RN                       | RN                       | 2 710        | 36,86        | 3 439       | 43,82       |
|                          | Gilles Foxonet           | LDP                      | RN                       | 2 710        | 36,86        | 3 439       | 43,82       |
|                          | Stéphane Caron           | G.s                      | FI                       | 947          | 12,88        |             |             |
|                          | Brigitte Corp            | LFI                      | FI                       | 947          | 12,88        |             |             |
|                          | Joël Diago               | OPCat                    | REG                      | 631          | 8,58         |             |             |
|                          | Jamila Mekoui            | OPCat                    | REG                      | 631          | 8,58         |             |             |
|                          | Michele Louge            | SE                       | DIV                      | 296          | 4,03         |             |             |
|                          | François Maurand         | SE                       | DIV                      | 296          | 4,03         |             |             |
|                          |                          |                          |                          |              |              |             |             |
| Suffrages exprimés       | Suffrages exprimés       | Suffrages exprimés       | Suffrages exprimés       | 7 352        | 93,85        | 7 848       | 93,61       |
| Votes blancs             | Votes blancs             | Votes blancs             | Votes blancs             | 315          | 4,02         | 307         | 3,66        |
| Votes nuls               | Votes nuls               | Votes nuls               | Votes nuls               | 167          | 2,13         | 229         | 2,73        |
| Total                    | Total                    | Total                    | Total                    | 7 834        | 100          | 8 384       | 100         |
| Abstention               | Abstention               | Abstention               | Abstention               | 14 088       | 64,26        | 13 541      | 61,76       |
| Inscrits / participation | Inscrits / participation | Inscrits / participation | Inscrits / participation | 21 922       | 35,74        | 21 925      | 38,24       |

### Canton de la Vallée de la Têt
| Candidats                | Candidats                | Partis                   | Nuance                   | Premier tour | Premier tour | Second tour | Second tour |
| Candidats                | Candidats                | Partis                   | Nuance                   | Voix         | %            | Voix        | %           |
| ------------------------ | ------------------------ | ------------------------ | ------------------------ | ------------ | ------------ | ----------- | ----------- |
|                          | Robert Olive             | PS                       | UG                       | 2 345        | 32,77        | 3 514       | 46,21       |
|                          | Caroline Pages           | PS                       | UG                       | 2 345        | 32,77        | 3 514       | 46,21       |
|                          | Jacques Garsau           | MR                       | UCD                      | 2 204        | 30,80        | 4 091       | 53,79       |
|                          | Armelle Revel-Fourcade   | LR                       | UCD                      | 2 204        | 30,80        | 4 091       | 53,79       |
|                          | Emmanuelle Grivet        | RN                       | RN                       | 1 728        | 24,15        |             |             |
|                          | Jean-Philippe Lecoinnet  | RN                       | RN                       | 1 728        | 24,15        |             |             |
|                          | Ludovic Jeanneau         | LFI                      | UG                       | 394          | 5,51         |             |             |
|                          | Fabienne Sage            | LFI                      | UG                       | 394          | 5,51         |             |             |
|                          | François Banus           | OPCat                    | REG                      | 350          | 4,89         |             |             |
|                          | Océane Hernandez         | OPCat                    | REG                      | 350          | 4,89         |             |             |
|                          | Chloé Cayeux             | SE                       | DIV                      | 134          | 1,87         |             |             |
|                          | Anthony Le Boursicaud    | SE                       | DIV                      | 134          | 1,87         |             |             |
|                          |                          |                          |                          |              |              |             |             |
| Suffrages exprimés       | Suffrages exprimés       | Suffrages exprimés       | Suffrages exprimés       | 7 155        | 95,40        | 7 605       | 92,56       |
| Votes blancs             | Votes blancs             | Votes blancs             | Votes blancs             | 198          | 2,64         | 354         | 4,31        |
| Votes nuls               | Votes nuls               | Votes nuls               | Votes nuls               | 147          | 1,96         | 257         | 3,13        |
| Total                    | Total                    | Total                    | Total                    | 7 500        | 100          | 8 216       | 100         |
| Abstention               | Abstention               | Abstention               | Abstention               | 12 189       | 61,91        | 11 458      | 58,24       |
| Inscrits / participation | Inscrits / participation | Inscrits / participation | Inscrits / participation | 19 689       | 38,09        | 19 674      | 41,76       |

### Canton de Vallespir-Albères
| Candidats                | Candidats                | Partis                   | Nuance                   | Premier tour | Premier tour | Second tour | Second tour |
| Candidats                | Candidats                | Partis                   | Nuance                   | Voix         | %            | Voix        | %           |
| ------------------------ | ------------------------ | ------------------------ | ------------------------ | ------------ | ------------ | ----------- | ----------- |
|                          | Robert Garrabé           | PS                       | SOC                      | 3 500        | 40,19        | 5 670       | 64,28       |
|                          | Martine Rolland          | PS                       | SOC                      | 3 500        | 40,19        | 5 670       | 64,28       |
|                          | Laura Chretien           | RN                       | RN                       | 2 163        | 24,84        | 3 151       | 35,72       |
|                          | Thomas Sergeant-Gilbert  | RN                       | RN                       | 2 163        | 24,84        | 3 151       | 35,72       |
|                          | Yves Porteix             | LR                       | DIV                      | 1 536        | 17,64        |             |             |
|                          | Aurélie Roca             | LR                       | DIV                      | 1 536        | 17,64        |             |             |
|                          | Pierre Daïder            | EÉLV                     | UGE                      | 929          | 10,67        |             |             |
|                          | Catherine David          | LFI                      | UGE                      | 929          | 10,67        |             |             |
|                          | Michelle Arnaudiès       | OPCat                    | REG                      | 400          | 4,59         |             |             |
|                          | Quentin Bouhelel         | OPCat                    | REG                      | 400          | 4,59         |             |             |
|                          | Xavier Bée               | SE                       | DIV                      | 180          | 2,07         |             |             |
|                          | Vanessa Ristori          | SE                       | DIV                      | 180          | 2,07         |             |             |
|                          |                          |                          |                          |              |              |             |             |
| Suffrages exprimés       | Suffrages exprimés       | Suffrages exprimés       | Suffrages exprimés       | 8 708        | 96,37        | 9 036       | 93,78       |
| Votes blancs             | Votes blancs             | Votes blancs             | Votes blancs             | 182          | 2,01         | 356         | 3,78        |
| Votes nuls               | Votes nuls               | Votes nuls               | Votes nuls               | 146          | 1,62         | 229         | 2,43        |
| Total                    | Total                    | Total                    | Total                    | 9 036        | 100          | 9 406       | 100         |
| Abstention               | Abstention               | Abstention               | Abstention               | 15 837       | 63,67        | 15 472      | 62,19       |
| Inscrits / participation | Inscrits / participation | Inscrits / participation | Inscrits / participation | 9 036        | 36,33        | 24 873      | 37,81       |